# Natuurpark El Montgrí, les Illes Medes i el Baix Ter

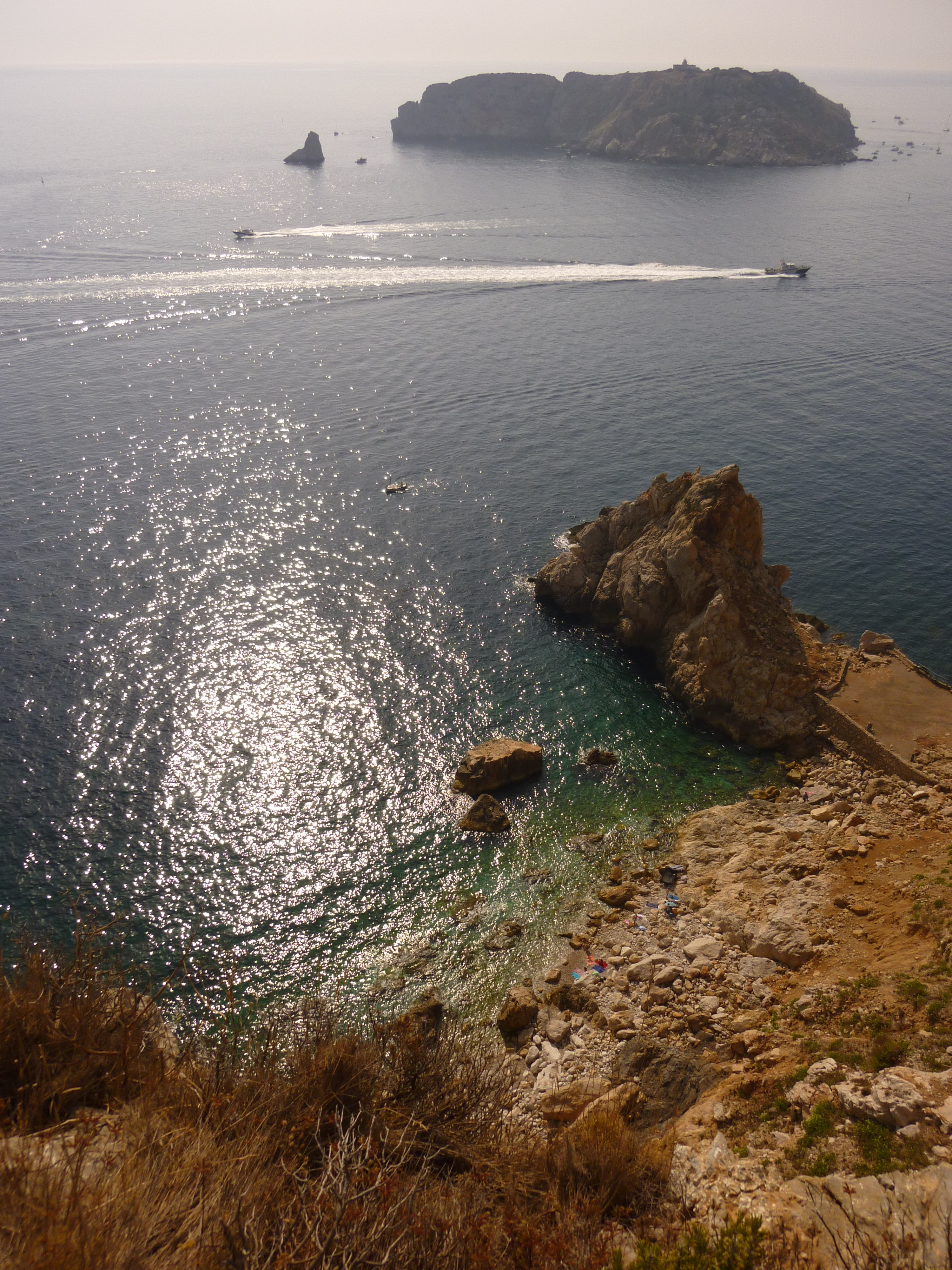

Het Natuurpark El Montgrí, les Illes Medes i el Baix Ter (Catalaans: Parc Natural del Montgrí, les Illes Medes i el Baix Ter/Spaans: Parque natural del Montgrí, las Islas Medas y el Bajo Ter) is een natuurpark in Catalonië in Spanje. Het natuurpark werd opgericht in 2010 en is 8192 hectare groot. Het natuurpark omvat het Montgri-gebergte, de Medes-eilanden, de Beneden-Ter.